# Gordischer Knoten

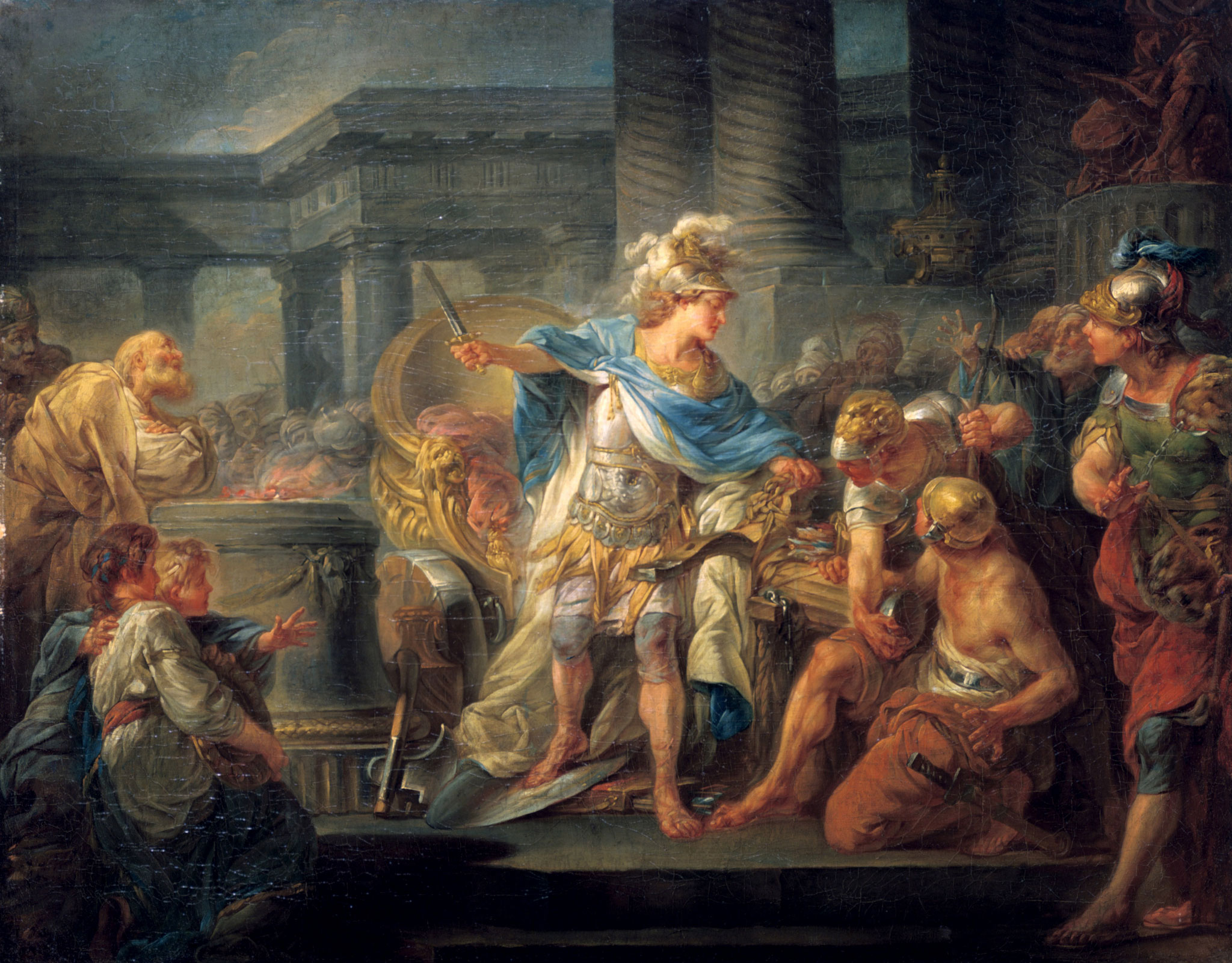
Alexander der Große durchtrennt den Gordischen Knoten, Gemälde von Jean-Simon Berthélemy (1743–1811)

Der Ausdruck Gordischer Knoten bezeichnet ursprünglich kunstvoll verknotete Seile, die einer griechischen Sage nach am Streitwagen des phrygischen Königs Gordios befestigt waren. Sie verbanden die Deichsel des Wagens untrennbar mit dem Zugjoch. Bekannt wurde der aus dem Bast der Kornelkirsche bestehende Knoten, weil Alexander der Große ihn mit seinem Schwert durchschlagen haben soll.
Heute bedeutet die Redewendung „den gordischen Knoten durchschlagen“ oder „den gordischen Knoten lösen“ die Überwindung eines schwierigen Problems mit energischen beziehungsweise unkonventionellen Mitteln.

## Sage
Der Sage nach prophezeite ein Orakel, dass derjenige die Herrschaft über Asien erringen werde, der den Gordischen Knoten lösen könne. Viele kluge und starke Männer versuchten sich an dieser Aufgabe, aber keinem gelang es. Plutarch und Quintus Curtius Rufus beschreiben, dass im Frühjahr 333 v. Chr. Alexander der Große auf seinem Zug Richtung Persien diesen Knoten einfach mit seinem Schwert durchgeschlagen und damit seinen Siegeszug durch Asien eingeläutet habe.
Es existiert noch eine andere Überlieferungsvariante von Arrian, der sich auf den Alexander begleitenden Aristobulos von Kassandreia beruft, dem zufolge Alexander den Knoten durch Raffinesse gelöst haben soll: Es heißt, er habe erkannt, dass er nur den Deichselnagel herauszuziehen brauche, damit er das Joch wegziehen könne.